# 아나톨리 흐라파티
아나톨리 미하일로비치 흐라파티(러시아어: Анато́лий Миха́йлович Храпа́тый, 1962년 10월 20일~2008년 8월 11일)는 소련과 카자흐스탄의 역도 선수이다. 올림픽에서 금메달 1개, 은메달 1개를 획득했으며, 세계 선수권 대회 5회 우승, 유럽 선수권 대회 4회 우승, 아시아 선수권 대회 3회 우승을 달성했고, 아시안 게임에서 은메달 2개, 동아시아 경기 대회에서 금메달 1개, 중앙아시아 경기 대회에서 금메달 2개를 획득했다.

## 생애
카자흐 소비에트 사회주의 공화국 아트바사르스키군의 마을인 블라디미로미하일롭카에서 태어났다. 그는 우크라이나인과 러시아인의 피를 물려받았으며, 4세 때 어머니가 마비 증상에 걸리면서 아버지는 가출했다. 이로 인해 흐라파티는 동생인 안드레이와 함께 집안일을 하며 자랐다. 14세때 역도에 입문했으며, 첼리노그라드 소련 군사 체육팀인 SKA 첼리노그라드에 소속되어 알렉산드르 시도로프의 지도 아래에 훈련을 받았다. 1984년에 16세 때부터 교제해 온 갈리나와 결혼을 하였다.
1985년에 소련 국가대표로 발탁된 흐라파티는 그 해 8월에 스웨덴 쇠데르텔리에에서 열린 1985년 세계 선수권 대회에 참가하여 미들헤비급 종목에서 빅토르 솔로도프와 공동 금메달을 획득하며 국제 대회 첫 메달을 획득했다. 이후 대한민국 서울특별시에서 열린 1988년 하계 올림픽에서 미들헤비급 부문 금메달을 획득하였다.
소련 붕괴 후 카자흐스탄이 독립하자 자신이 태어난 나라인 카자흐스탄 국가대표가 되었다. 카자흐스탄 대표로서의 첫 국제 대회인 일본 히로시마시에서 열린 1994년 아시안 게임에서는 대표팀 동료인 안드레이 마카로프의 뒤를 이어 2위를 차지하여 은메달을 획득했다. 이후 미국 애틀랜타에서 열린 1996년 애틀랜타 올림픽에서는 퍼스트헤비급 종목에 출전하여 조지아의 카히 카히아슈빌리의 뒤를 이어 2위로 은메달을 획득했다. 1998년에는 방콕에서 열린 1998년 아시안 게임에서 은메달을 획득했다. 흐라파티는 자신의 선수 경력 동안 5개의 세계 기록을 세웠다. 
2000년 하계 올림픽을 마지막으로 은퇴한 흐라파티는 카자흐스탄 체육부 위원회에서 일했으며, 종종 카자흐스탄 대표팀 코치로도 일하기도 했다. 
2008년 8월 11일 아크몰라주 아르샬르에서 오토바이를 타고 가다가 역주행한 도요타 차량과 충돌하는 사고를 당해 사망했다.